# The Conquest of Canaan (film fra 1921)
The Conquest of Canaan er en amerikansk stumfilm fra 1921 af Roy William Neill.

## Medvirkende
- Thomas Meighan som Joe Louden
- Doris Kenyon som Ariel Taber
- Diana Allen som Pike
- Ann Egleston som Mrs. Louden
- Alice Fleming som Claudine
- Charles Abbe som Eskew Arp
- Malcolm Bradley som Jonas Taber
- Paul Everton som Happy Farley